# Aeroportul Nuku
Aeroportul Nuku (IATA: UKU) este un aeroport din Papua Noua Guinee.
aeroportul dispune de o singură pistă.